# Montague Chamberlain
Montague Chamberlain (Saint John, 5 aprile 1844 – Boston, 10 febbraio 1924) è stato un ornitologo, naturalista ed etnografo canadese.

## Biografia
Chamberlain nacque a Saint John, nel New Brunswick, inCanada. Trascorse i primi decenni della sua vita come contabile e poi fu direttore di un'azienda di generi alimentari a Saint John. A circa vent'anni, divenne anche un appassionato ornitologo dilettante. Nel 1883 fu uno dei fondatori dell'American Ornithologists' Union, che oggi rivendica di essere "la più antica e più grande organizzazione del Nuovo Mondo dedicata allo studio scientifico degli uccelli". Nel 1888 Chamberlain divenne membro fisso ed editore del Nuttall Ornithological Club. Dopo aver lasciato l'attività di alimentari, divenne assistente segretario della Harvard Corporation nel 1889 e segretario della Lawrence Scientific School nel 1893.
Chamberlain si sposò a 63 anni, con Anna Sartoris Prout di Petersburg. Il loro matrimonio durò sei anni prima della morte di Anna.
Chamberlain morì a Boston, Massachusetts, nel 1924. Lo stesso anno, Theodore Sherman Palmer, segretario dell'American Ornithologists' Union, scrisse un necrologio di Chamberlain su The Auk. Percy Algernon Taverner in seguito pubblicò un necrologio di Chamberlain in Canadian Field-Naturalist . Il necrologio di Palmer includeva il rimpianto che Chamberlain non avesse contribuito in alcun modo all'ornitologia negli ultimi 20 anni della sua vita.

## Scritti
Contribuì molto a The Bulletin of the Nuttall Ornithological Club, The Auk (di cui fu uno dei redattori e fondatori) e al Bulletin of the Natural History Society of New Brunswick, il primo dei quali pubblicò il suo scritto A Catalogue of the Birds of New Brunswick: With brief notes relating to their migrations, breeding, relative abundance, etc. nel 1882. Scrisse inoltre i seguenti libri:
- Un catalogo degli uccelli canadesi (A Catalogue of Canadian Birds), 1887
- Uccelli della Groenlandia (Birds of Greenland), 1889
- L'esercito della Chiesa (The Church Army), Damrell e Upham, 1897
- Vocabolario Maliseet (Maliseet Vocabulary), Società cooperativa di Harvard, 1899
- Gli indiani Penobscot (The Penobscot Indians), 1899

L'interesse di Chamberlain per i nativi americani crebbe dopo aver trascorso del tempo nel porto di Penobscot nell'isola indiana nel Maine, dove contribuì ad avviare un museo. Sostenne che un Penobscot aveva salvato la vita di suo nonno. Chamberlain acquisì anche familiarità con i vicini e correlati Passamaquoddy e Maliseet, portando alla sua stesura del primo significativo dizionario inglese-maliseet. Sebbene il Maliseet sia ancora parlato oggi da circa 1.500 persone, il vocabolario Maliseet è diventato una preziosa fonte sulla lingua Maliseet, poiché fu redatto per primo e agli albori del suo studio. Il libro include traduzioni di circa 1.600 parole Maliseet; forse in parte a causa degli interessi di Chamberlain come naturalista e appassionato di uccelli, 481 delle 1.600 parole sono legate a piante e animali, comprese 124 parole Maliseet per diversi tipi di uccelli.